# March (krater)
För andra betydelser, se March.
March är en nedslagskrater på planeten Merkurius, med en diameter på ungefär 83 kilometer.
1979 uppkallade den efter poeten Ausiàs March.